# Jerzy Łańcucki
Jerzy Bogdan Łańcucki – polski ekonomista, profesor nauk ekonomicznych.

## Życiorys
W 1970 r. ukończył studia ekonomiczne w  Wyższej Szkole Ekonomicznej w Poznaniu, w 1974 r. obronił pracę doktorską, w 1985 r. habilitował się. W 1998 r. uzyskał tytuł profesora nauk ekonomicznych.
Został zatrudniony na Uniwersytecie Ekonomicznym w Poznaniu, w Politechnice Bydgoskiej im. Jana i Jędrzeja Śniadeckich, na Uniwersytecie Łódzkim, oraz w Akademii Finansów i Biznesu Vistula.

## Odznaczenia
- Złoty Krzyż Zasługi (2004)[3]